# 普劳厄湖
52°23′52″N 12°26′00″E / 52.397706°N 12.433262°E

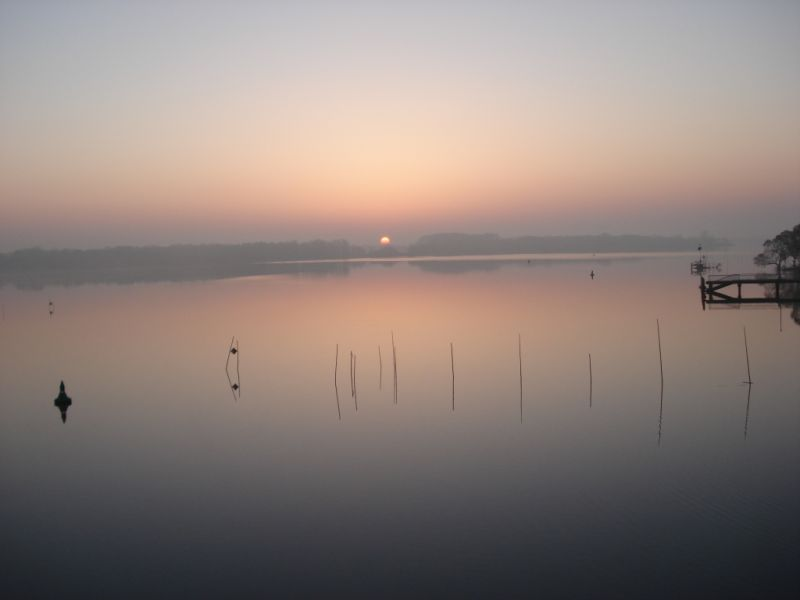

普勞厄湖（德语：Plauer See）是德國的湖泊，位於該國西部哈弗爾河畔勃蘭登堡以西，得名于该城的普劳厄区（Plaue），座標位置為52°23′45″N 12°26′0″E / 52.39583°N 12.43333°E，由勃蘭登堡州負責管轄，面積6.4平方公里，最大水深6.7米。